# Хизабавра (Лагодехский муниципалитет)
Хизабавра (груз. ხიზაბავრა) — село в Грузии, в муниципалитете Лагодехи края Кахетия. 

## География
Село расположено в восточной части края, в 9 километрах по прямой к северо-западу от центра муниципалитета Лагодехи. Высота центра — 510 метров над уровнем моря.

## Население
По данным переписи населения 2014 года, в селе проживало 94 человека.
| Год  | Население | Мужчины | Женщины |
| ---- | --------- | ------- | ------- |
| 2002 | 146       | 65      | 81      |
| 2014 | 94        | 45      | 49      |